# Klubbarmyrtjärnen
Klubbarmyrtjärnen är en sjö i Skellefteå kommun i Västerbotten och ingår i Åbyälvens huvudavrinningsområde.